# Жеан Бюан
Жеан Бюан (фр. Jehan Buhan, нар. 5 квітня 1912, Бордо, Франція — 14 вересня 1999, Бордо, Франція) — французький фехтувальник на рапірах, триразовий олімпійський чемпіон (двічі 1948 рік та 1952 рік), триразовий чемпіон світу.

## Виступи на Олімпіадах
| Олімпіада      | Дисципліна           | Місце |
| -------------- | -------------------- | ----- |
| Лондон 1948    | індивідуальна рапіра | 1     |
| Лондон 1948    | командна рапіра      | 1     |
| Гельсінкі 1952 | індивідуальна рапіра | 5     |
| Гельсінкі 1952 | командна рапіра      | 1     |